# Busenberg
Busenberg là một đô thị thuộc huyện Südwestpfalz, trong bang Rheinland-Pfalz, phía tây nước Đức. Đô thị này có diện tích 9,64 km², dân số thời điểm ngày 31 tháng 12 năm 2006 là 1400 người.

## Thư viện hình ảnh

Busenberg
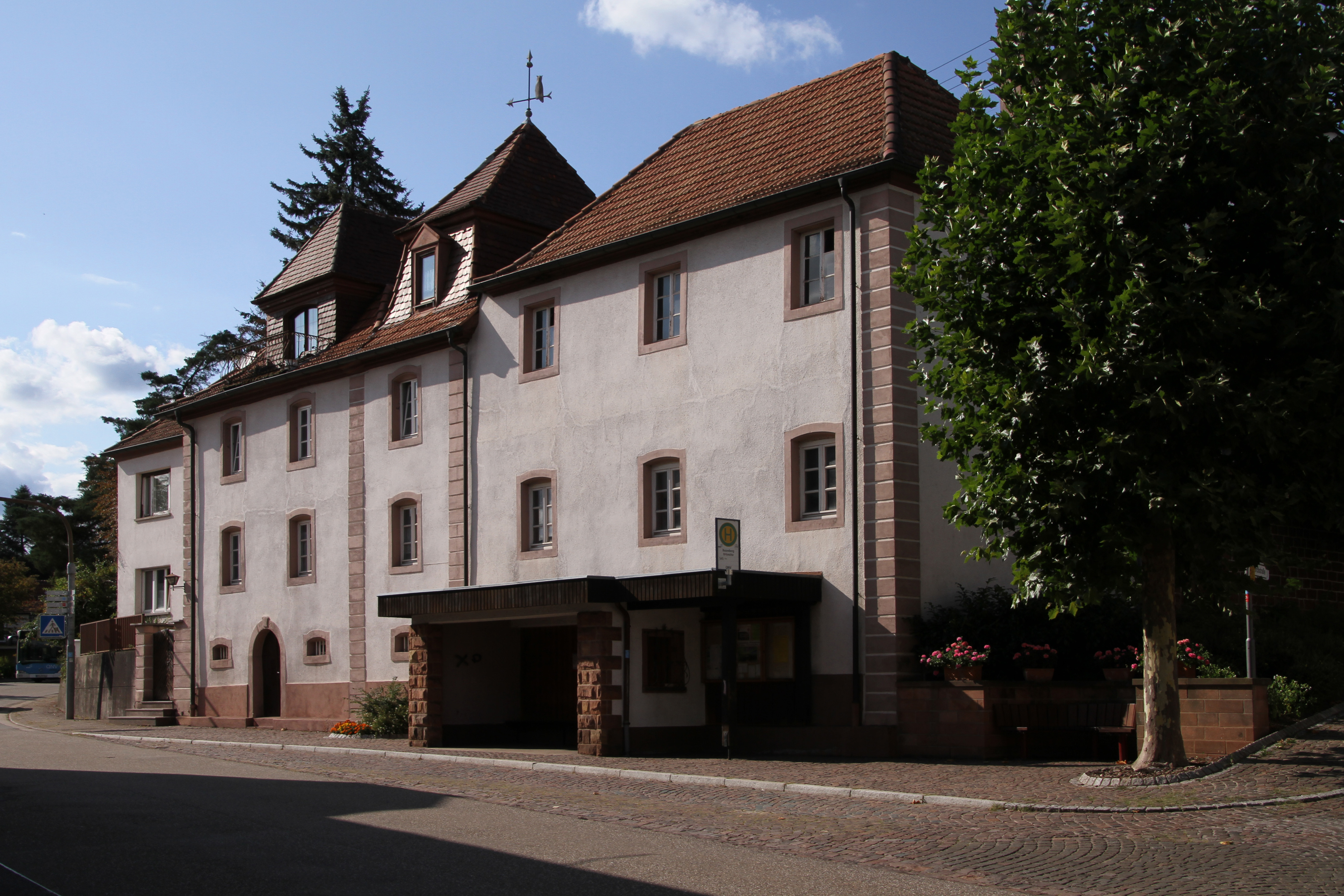
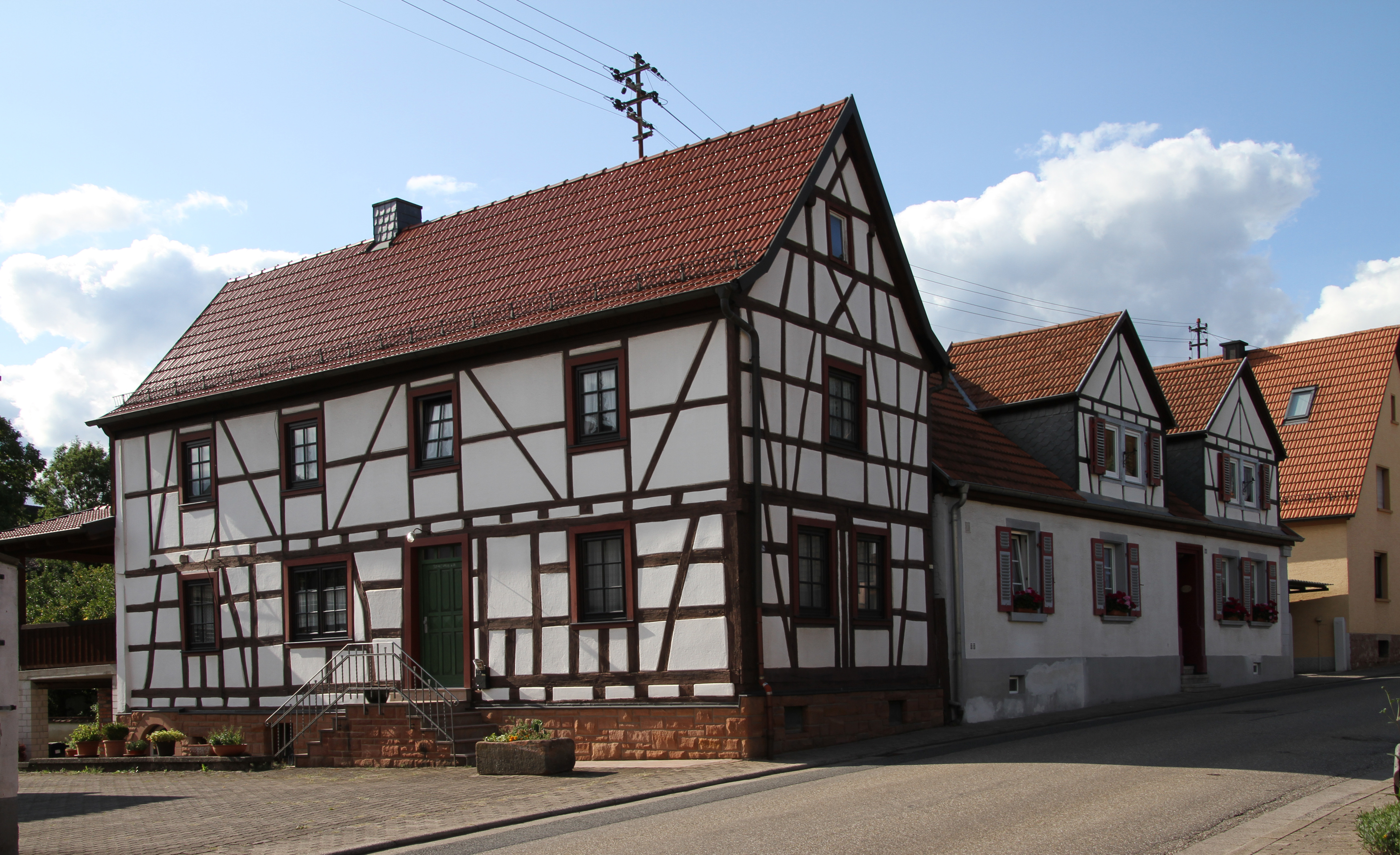
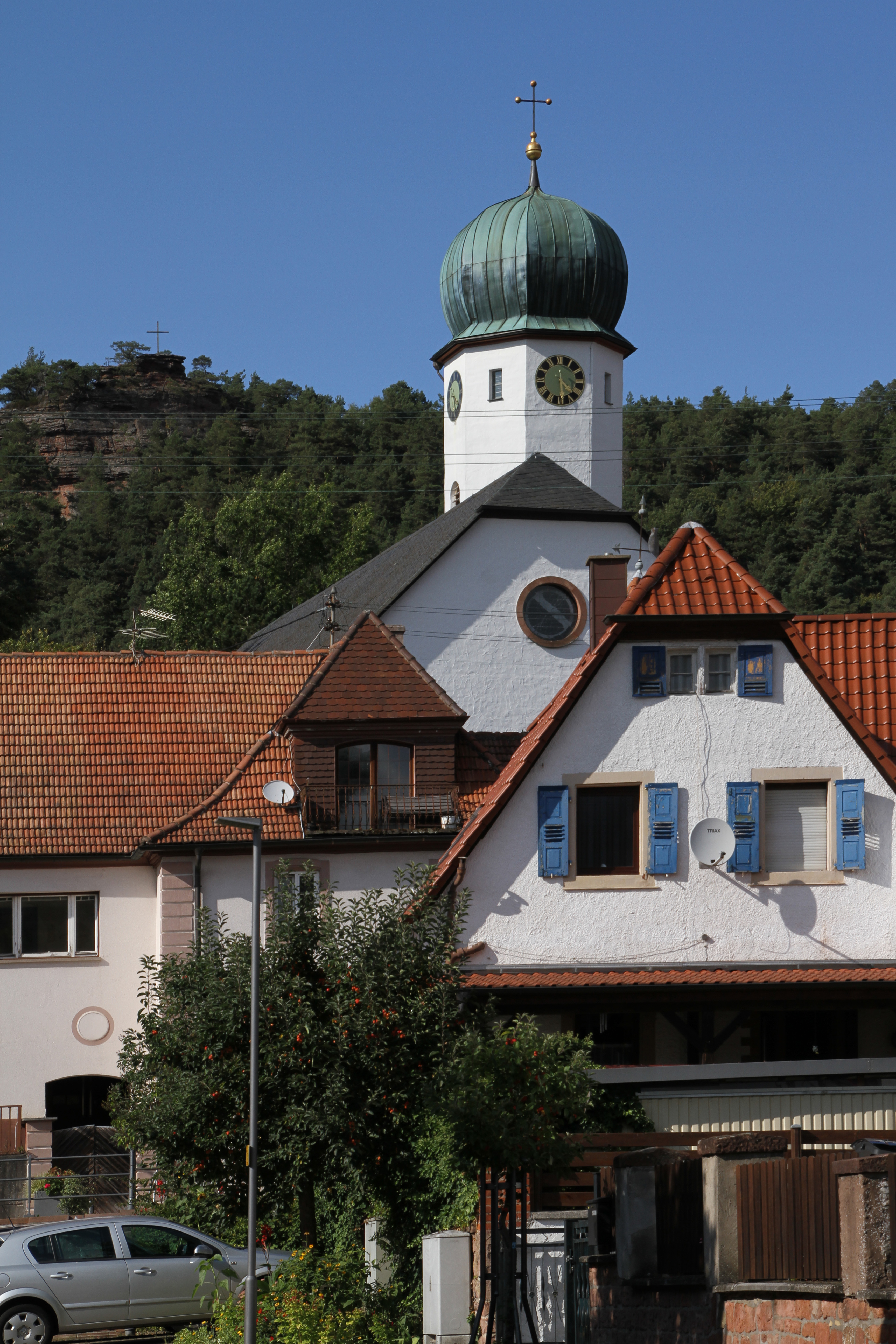
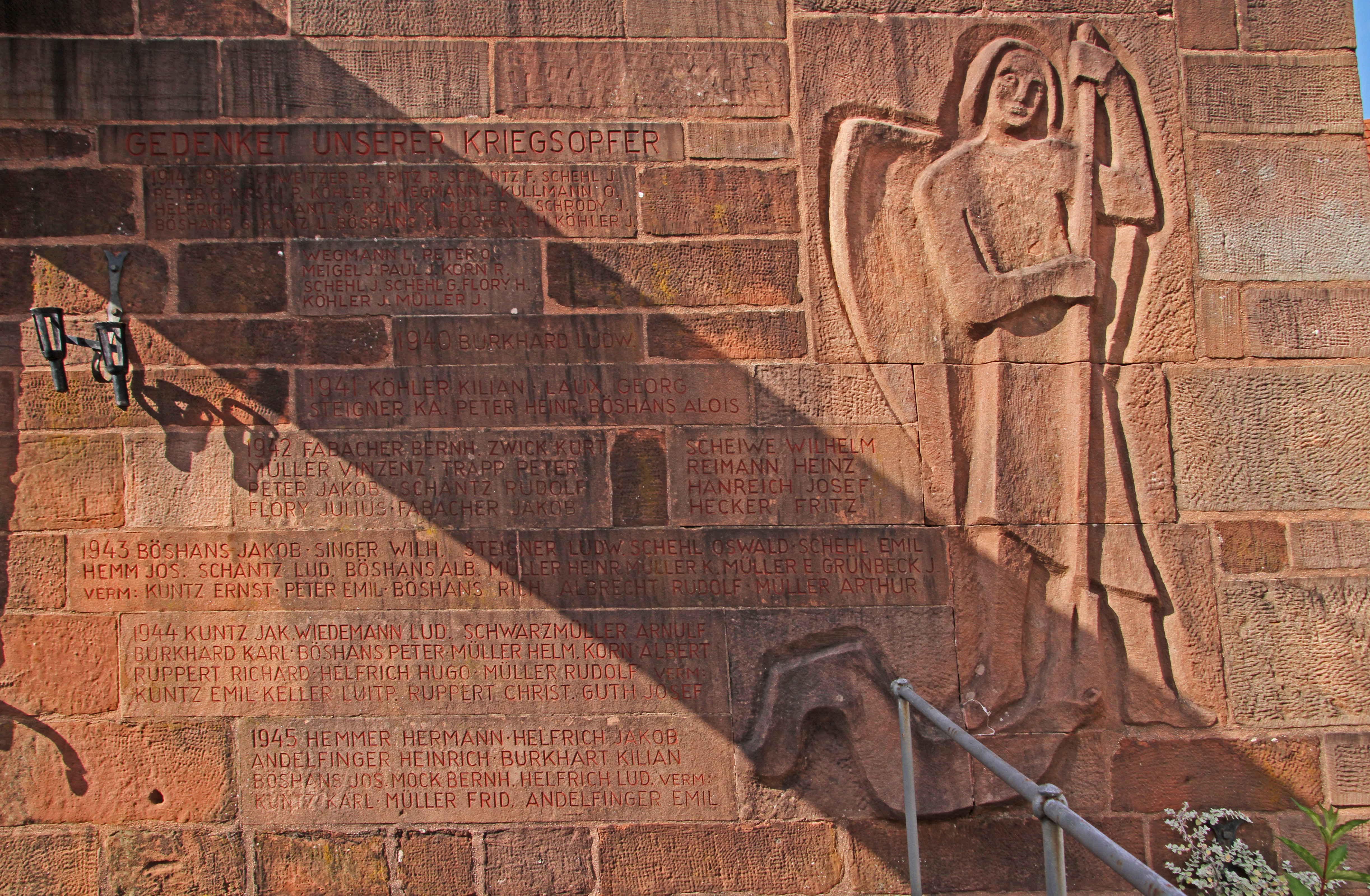
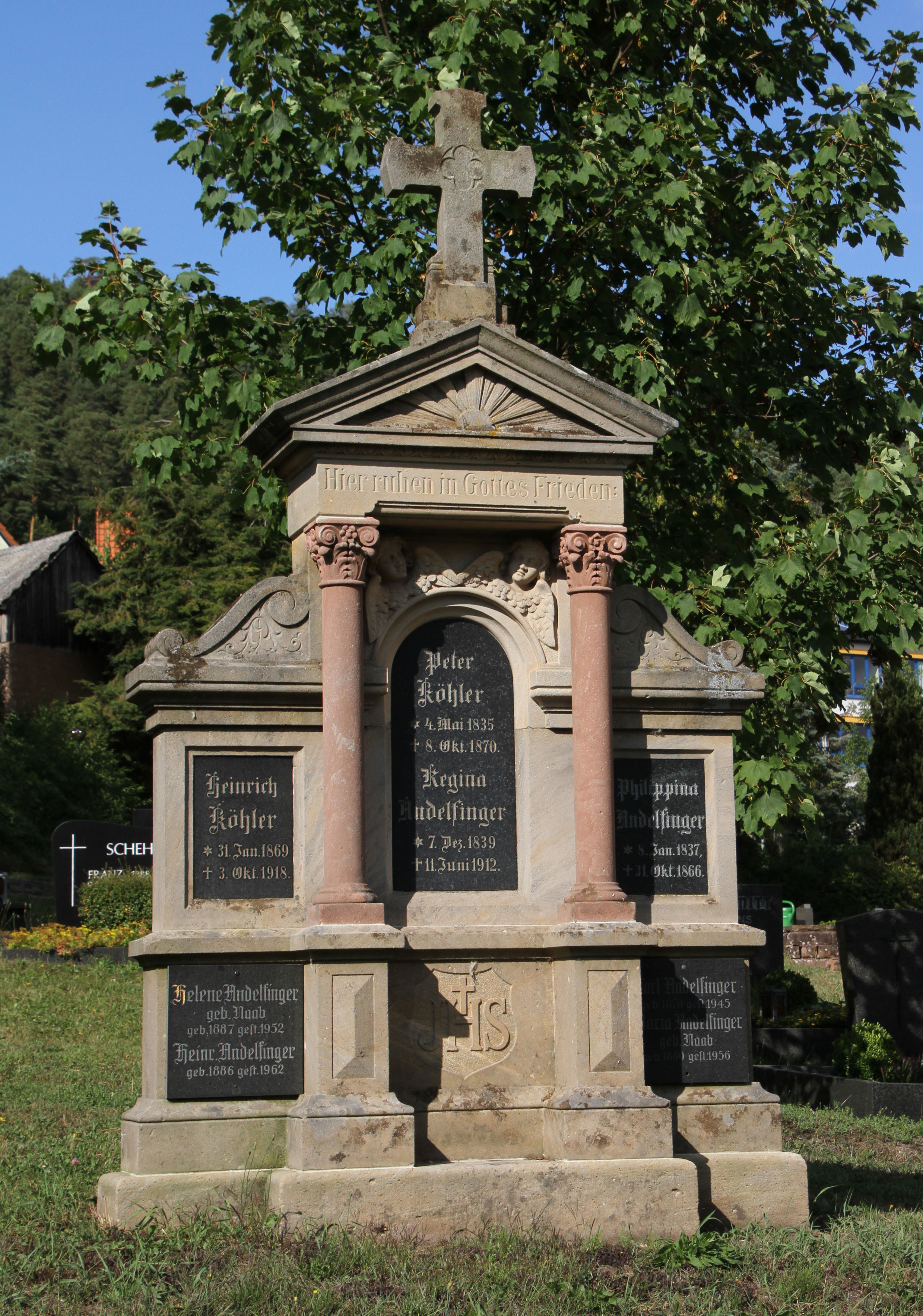
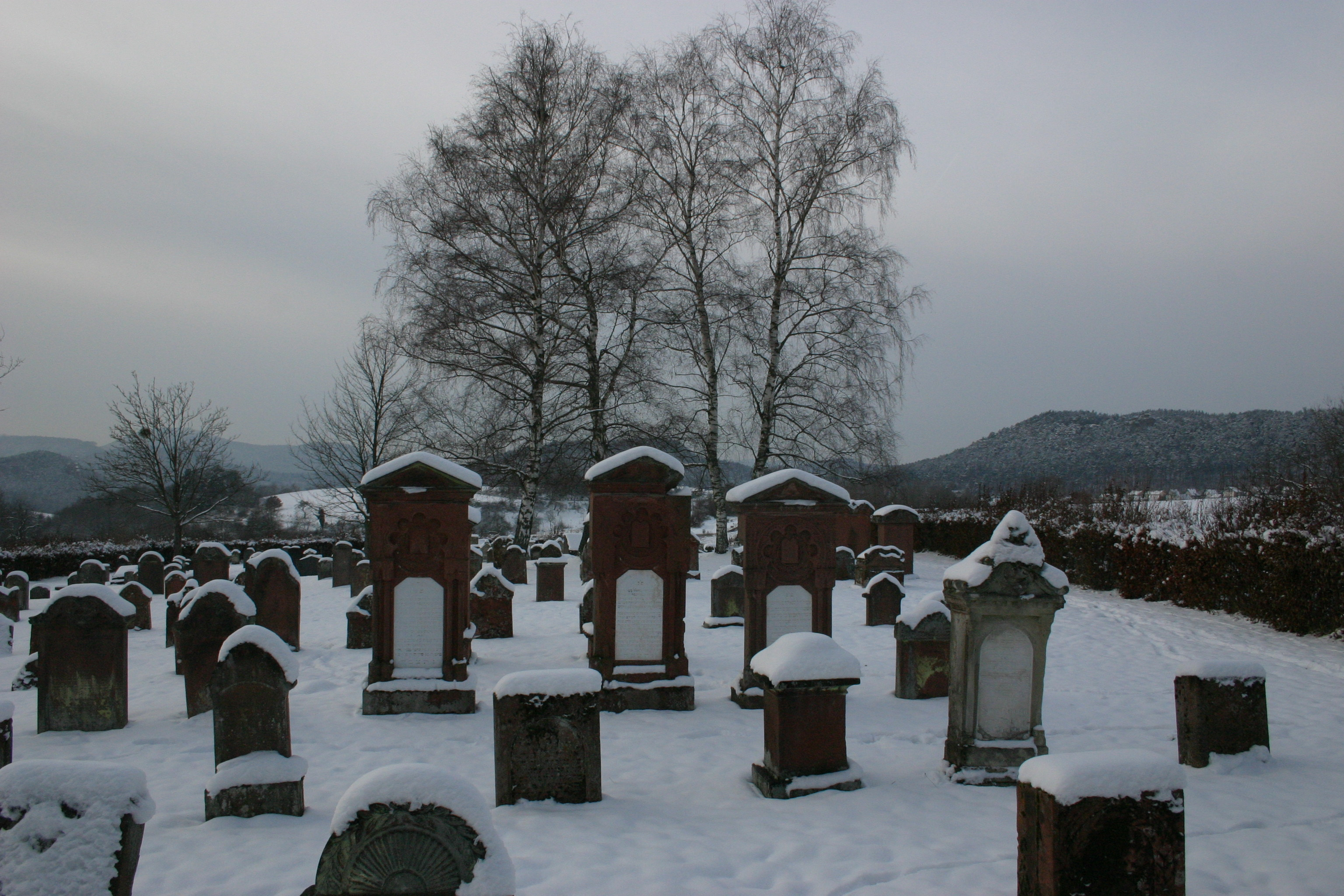
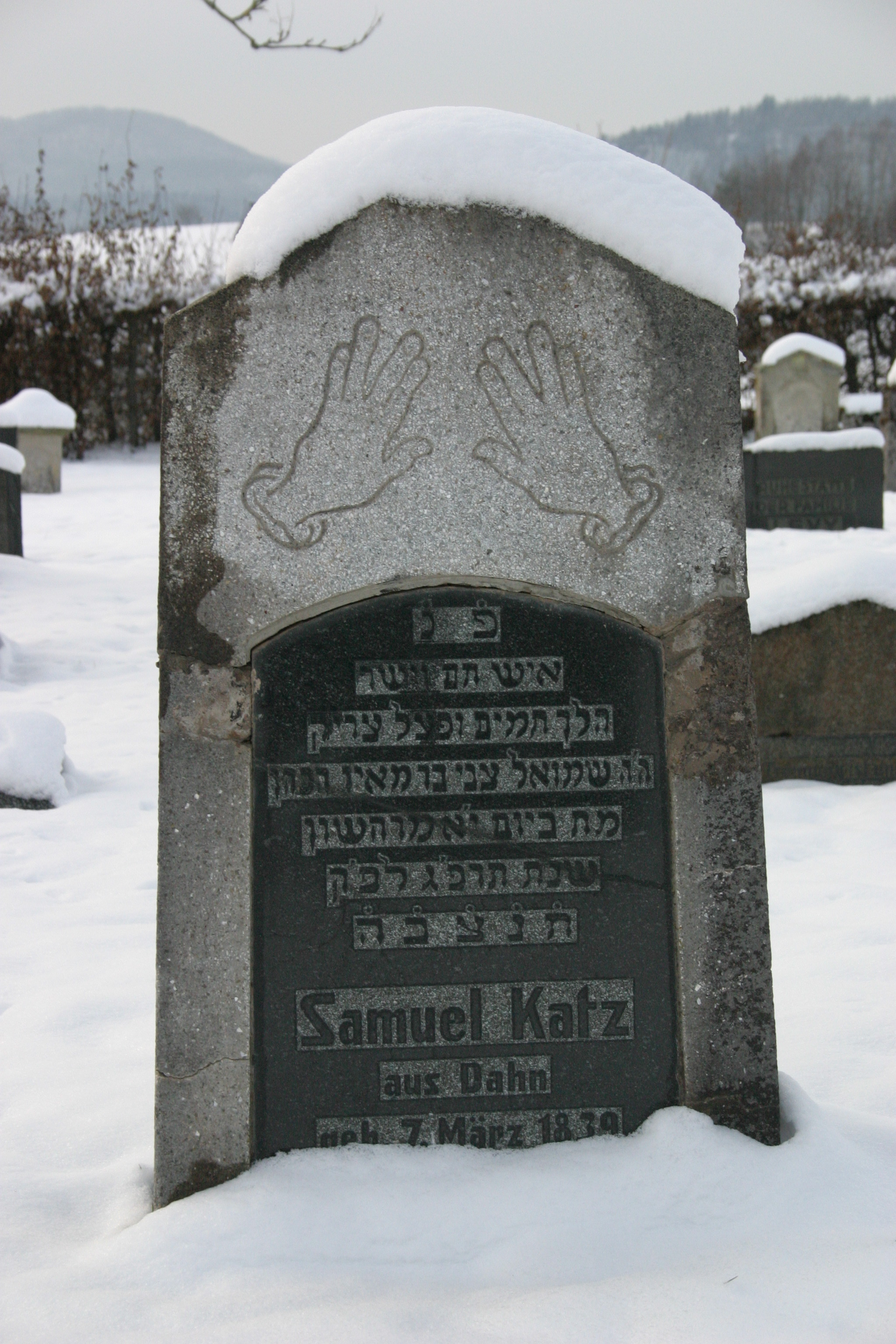
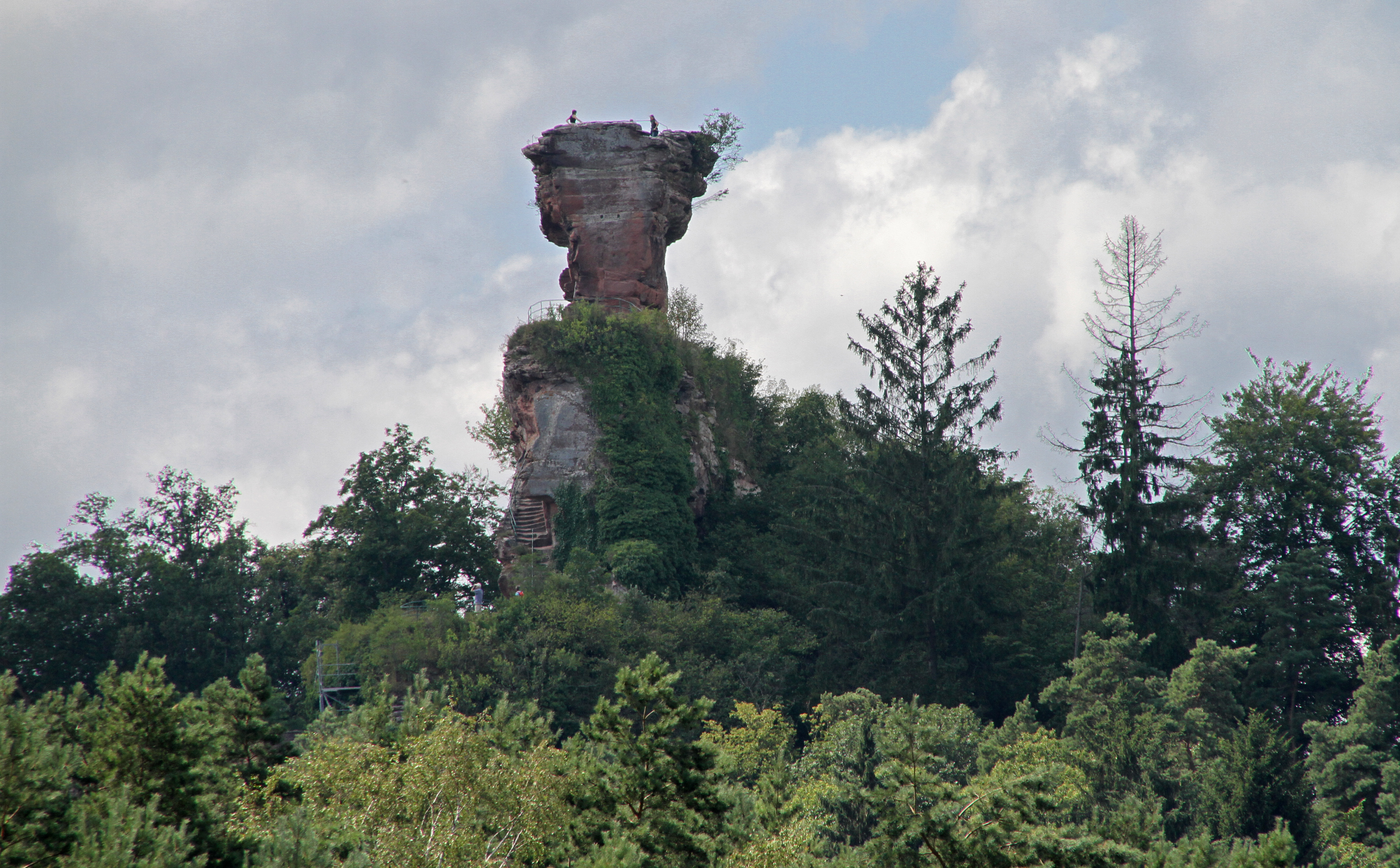